# Aeroportul Tho Xuan
Aeroportul Tho Xuan (IATA: THD, ICAO: VVTX) este un aeroport din North Central Coast⁠(d), Vietnam ce deservește zona Thanh Hóa⁠(d). Aeroportul a fost tranzitat în 2018 de 939.000 de pasageri. A fost deschis în 1960.
Situat la o altitudine de 2 m, aeroportul dispune de o singură pistă. Este operat de Vietnam People's Air Force⁠(d).